# Mike Bibby
Michael „Mike” Bibby (ur. 13 maja 1978 w Cherry Hill) – amerykański koszykarz, grający na pozycji rozgrywającego, po zakończeniu kariery zawodniczej – trener koszykarski, obecnie trener swojej byłej drużyny licealnej – Shadow Mountain Matadors.
W 1996 wystąpił w meczu wschodzących gwiazd - Nike Hoop Summit oraz McDonald’s All-American.
Bibby rozpoczął karierę w barwach drużyny koszykarskiej Arizona Wildcats. Już w pierwszym roku studiów zdobył z drużyną Wildcats mistrzostwo USA. Po udanym sezonie zgłosił się do draftu NBA, w którym został wybrany z drugim numerem przez Vancouver Grizzlies. W pierwszym sezonie gry w NBA notował średnio 13,2 punktu na mecz, 6,5 asysty oraz 2,7 zbiórki. Rok później Grizzlies oddali go do Sacramento Kings W sezonie 2001/2002 Kings dotarli do finału konferencji zachodniej, gdzie jednak przegrali z późniejszym mistrzem Los Angeles Lakers. W kolejnym sezonie Bibby doznał kontuzji, przez którą opuścił 23 mecze.

## Osiągnięcia
Na podstawie, o ile nie zaznaczono inaczej.
NCAA
- Mistrz NCAA (1997)
- Uczestnik rozgrywek Elite 8 turnieju NCAA (1997, 1998)
- Zawodnik roku Pac-10 (1998)[4]
- Najlepszy pierwszoroczny zawodnik konferencji Pac-10 (1997)[5]
- Zaliczony:
  - I składu:
    - All-American (1998)
    - turnieju NCAA (1997)[6]
    - All-Pac-10 (1998)
- Zespół Arizona Wildcats zastrzegł należący do niego numer 10

NBA
- Zaliczony do I składu debiutantów NBA (1999)[7]
- Zawodnik tygodnia NBA (27.02.2005, 12.03.2006)
- Uczestnik:
  - Rising Stars Challenge (2000)
  - konkursu rzutów za 3 punkty (2000, 2009)

Reprezentacja
- Mistrz Ameryki (2003)[8]
- Lider mistrzostw Ameryki w skuteczności rzutów za 3 punkty (2003 – 57,1%)[9]